# Ekkehard Martens
Ekkehard Martens (* 2. November 1943 in Oppeln) ist ein deutscher Philosoph mit dem Schwerpunkt in den Bereichen Antike Philosophie, Ethik und Didaktik der Philosophie.

## Leben
Nach seinem Abitur im Jahr 1963 an der Sankt-Ansgar-Schule in Hamburg studierte Ekkehard Martens Philosophie, Latein, Griechisch und Pädagogik in Frankfurt, Tübingen und Hamburg. Er war Promotions-Stipendiat am Starnberger Max-Planck-Institut zur Erforschung der Lebensbedingungen der wissenschaftlich-technischen Welt bei Carl Friedrich von Weizsäcker. Martens wurde mit einer Arbeit über Platons Philosophie promoviert und habilitierte sich im Fach Philosophiedidaktik. Nach einer Tätigkeit als Gymnasiallehrer und als Wissenschaftlicher Assistent für Philosophie an der Pädagogischen Hochschule in Münster lehrte er seit 1978 bis zu seiner Emeritierung 2009 als Professor für Didaktik der Philosophie und Alten Sprachen an der Universität Hamburg. Es folgten mehrere Lehraufträge und Gastprofessuren, zuletzt an den Universitäten Essen und Bochum. Von 1997 bis 2001 übernahm Ekkehard Martens (zusammen mit Dieter Birnbacher und Peter Nenninger) die wissenschaftliche Begleitung des Schulversuchs „Praktische Philosophie“ in Nordrhein-Westfalen. Seit 1978 ist er ferner Gründer und Mitherausgeber der „Zeitschrift für Didaktik der Philosophie und Ethik“.

## Arbeitsschwerpunkte
Die Forschungsschwerpunkte von Martens liegen in der Philosophie der Antike mit einigen Übersetzungen von Platon-Dialogen und Veröffentlichungen zu Sokrates, im Bereich der angewandten Ethik, in der Didaktik der Philosophie und der Ethik sowie im Philosophieren mit Kindern. Der gemeinsam mit Herbert Schnädelbach herausgegebene „Grundkurs Philosophie“ hat auch internationale Beachtung gefunden und wurde in verschiedene Sprachen übersetzt.

## Philosophiedidaktik

### Philosophiebegriff
Martens unterteilt die Philosophie in zwei Aspekte: Philosophie als Tatbestand („Philosophie“) sowie als Tätigkeit („Philosophieren“). Martens beschreibt Art und Funktionalität des jeweiligen Aspektes wie folgt: „Mit Philosophie als Tatbestand sind die Erkenntnisse, Theorien oder Produkte der Tradition […], mit Philosophieren als Tätigkeit [ist] der Prozess des Erkennens [gemeint].“ Die aus der Formulierung herauslesbare strikte Trennung der Aspekte lehnt Martens jedoch ab. Er betont die notwendigen Zusammenhänge und  reziproken Austauschprozesse zwischen Tatbestand und Tätigkeit. So gibt er an, der Tatbestand lasse „sich nicht ohne […] Tätigkeit verstehen, prüfen und weiterentwickeln. Umgekehrt ist […] [die Tätigkeit] vorgeprägt durch […] Erkenntnisse der vorangegangenen Philosophie […]“. Weiter soll die Tradition die Tätigkeit des Philosophierens durch den in Jahrtausenden angewachsenen Fundus an „Inhalts- und Methodenwissen“ bereichern und stimulieren; der Lernende bzw. der angehende Philosoph soll sich also die durch Autoritäten legitimierten Methoden und Inhalte als Grundlagenwissen aneignen, muss diese aber, um wirklich philosophisch tätig zu werden, im Denken nutzen und im Diskurs mit Text, dem Selbst oder einem Gesprächspartner übersteigen. Philosophieren ist nach Martens, der sich hier auf Spaemann bezieht somit, ein „kontinuierlicher Diskurs“. Dieser kontinuierliche Diskurs wird sich an alltäglichen Fragen entzünden und – sofern eine kontinuierliche philosophische Tätigkeit praktiziert wird – unweigerlich zu Grundfragen vorstoßen.
An Sokrates anknüpfend gibt sich Martens skeptisch ob diese Grundfragen beantwortet werden können oder ob es überhaupt sinnvoll ist diese letztgültig zu beantworten, da der eigentliche Ertrag ja in der schöpferischen Auseinandersetzung, im Vollzug liegt. Das im Diskurs zu Tage tretende argumentative Verfahren der Philosophie und die diesem zu Grunde liegende Offenheit, welche den Diskurs erst fruchtbar machen, unterscheiden die Philosophie und ihre Praxis – nach Martens – vom Grundfragendiskurs der Religionen.
Wer kann alles Philosophie betreiben? Martens vertritt die Ansicht, dass jeder – vom Kind bis zum Rentner – nutzbringend philosophieren kann. Philosophie ist nicht auf Expertenrunden oder Menschen beschränkt, die in existenzielle Grenzsituationen geraten sind. Martens bringt es prägnant auf den Punkt, wenn er schreibt: „In eine Situation prinzipiellen Neudenkens kann jeder geraten.“
An diese Öffnung der Philosophie anschließend kritisiert Martens das Zwei-Klassen-Modell der Philosophie: Die Einteilung in (schlechtere) Popularphilosophie und (bessere) Akademische Philosophie. Martens schlägt vor diese qualitative Scheidung aufzugeben und plädiert für ein Graduierungsmodell. In diesem führt der Weg von der leichter zugänglichen populären Philosophie durch zunehmenden Erwerb methodischer Kompetenz bis zur elaborierten, spezialisierten akademischen Philosophie. Auch wenn hier ein qualitativer Anstieg (an Ausdrucksform etc.) zu diagnostizieren wäre, betont Martens, dass auch die elaborierte, akademische Philosophie – genauso wenig wie die populäre – endgültige Beantwortung der Grund- oder Letztfragen bringen kann.
Mit seiner Einteilung und der folgenden Beschreibung des Philosophierens als Tätigkeit bzw. Arbeit schließt er sich Philosophen wie Sokrates, Kant und Wittgenstein an. Als prägnanten Kernsatz zitiert Martens „die Kantische Formel 'Philosophieren lernen' […]“.

### Ziel des Philosophieunterrichts
Martens bringt es knapp und präzise auf den Punkt: „Primäres Ziel ist Kompetenzerwerb, nicht Wissenserwerb […].“ Martens betont zwar im Folgesatz, dass diese pointierte Aussage nicht als Verwurf des gesamten philosophiegeschichtlichen Wissenserwerbs zu lesen sei, dass aber eine besondere Art von Wissenserwerb Ziel des Philosophieunterrichts wäre. Die Lernenden sollen keine abstrakten Daten und entkontextualisierte Fakten memorieren, sondern „philosophische Grundtexte […] gut gelungener Philosophie“ kennenlernen, die ihnen als Beispiel und Richtschnur philosophischer Tätigkeit dienen können.
Die zu erlernenden Methoden umreißt Martens zuerst grob als „(a) ‚Diskurs‘, (b) ‚Kontinuität‘ und (c) Haltung der Offenheit“.
Diskurs meint hier das argumentative Verfahren, welches in philosophischer Auseinandersetzung mit Texten und Gesprächspartnern zu Tage tritt. Kontinuität das produktive Anknüpfen an die philosophische Tradition. Die Haltung der Offenheit macht die produktive Argumentation erst möglich. Erst wenn sich die Teilnehmer des Diskurses eingestehen, dass sie nur über „möglichst gut begründete Einsichten“ verfügen, kann aus der auf persönlichen oder durch die Tradition vermittelten Grundlage etwas Neues erwachen, das trotzdem diese Grundlagen in sich schließt.
Kritisch sieht Martens – anknüpfend an sein Graduierungsmodell – den notwendigen Einsatz und Bezug von Texten der akademischen Philosophie im Unterricht. So sieht er „überzogene akademische Spezialisierungen“ als hemmend für „die möglichst breite Praxis des Philosophierens im Erziehungs- und Bildungsprozess an der Schule“.
Das Ziel die Philosophie solle zu von Lehrkraft und Gesellschaft forcierter Persönlichkeitsveränderung führen oder als Lebenshilfe fungieren, verwirft Martens. Dies gehe an der Wirklichkeit des Unterrichts vorbei; auch lasse sich eine wie auch immer geartete (positive)  Veränderung des Schülers im außerschulischen Bereich durch den Philosophieunterricht vom Lehrer weder feststellen, messen noch bewerten.

### Philosophieren als Elementare Kulturtechnik
Anknüpfend an Martens oben dargestellte Annahmen wird klar: Es geht beim Philosophieren nicht um eine Tätigkeit die einer kleinen, talentierten Elite zufällt und von der die große Masse höchstens den blassen Schein der (in der Tradition meist negativ konnotierten) Popularphilosophie erhaschen kann, sondern jeder kann produktiv philosophieren, sofern er die dafür notwendigen (Grund-)Kompetenzen erwirbt. Sprich: Philosophie ist eine „lehr- und lernbare Kulturtechnik“.
Mit der Wahl des Begriffs Kulturtechnik bezieht Martens klar Position. Philosophieren wird von ihm provokant in die Reihe Lesen, Schreiben, Rechnen gestellt, ist also genauso grundlegend für ein gelingendes Leben in der heutigen Gesellschaft. Außerdem betont der Begriff, dass die Fähigkeit des Philosophierens praktisch sinnvoll anwendbar ist und systematisch vermittelt werden kann, sie also kein einer Elite vorbehaltenes (Luxus-)Talent ist.
Die Lehrbarkeit des Philosophierens und die Einlösung des Graduierungsmodells der Philosophie will Martens mittels eines integrativen Methodenparadigmas einlösen. Ausgehend von Martens Aufarbeitung der sokratischen sowie aristotelischen Praxis, beinhaltet das Martens'sche Methodenparadigma die phänomenologische, hermeneutische, analytische sowie dialektische und spekulative Methode; jeder dieser Methoden lassen sich Hauptströmungen der Philosophie und Philosophen zuordnen. Paradigmatische Philosophen wären in Bezug auf die phänomenologische Methode beispielsweise Husserl und Heidegger, in Bezug auf die dialektische Hegel und Marx. Die Methoden sind im Martens'schen Schema nicht isoliert und voneinander strikt getrennt zu denken, sondern bilden zusammen ein vernetztes Graduierungsmodell, welches zwar Schwerpunktsetzungen zulässt (und fordert), jedoch (fast) immer alle Methoden einsetzt.

## Werke
- Platon, Charmides. Griech./dtsch. Übers. u. mit Anm. versehen, Reclam, Stuttgart 1977
- Dialogisch-pragmatische Philosophiedidaktik, Schroedel, Hannover 1979
- Einführung in die Didaktik der Philosophie, Wissenschaftliche Buchgesellschaft, Darmstadt 1983
- Der Faden der Ariadne oder: Warum alle Philosophen spinnen, Metzler, Stuttgart 1991 (Neuausgabe Reclam, Leipzig 2000, ISBN 3-379-01704-3)
- Philosophie. Ein Grundkurs (Hrsg. zus. mit H. Schnädelbach), 2 Bände, Rowohlt, Reinbek 1991
- Ethik. Ein Grundkurs (Hrsg. zus. mit H. Hastedt), Rowohlt, Reinbek 1996
- Zwischen Gut und Böse. Elementare Fragen angewandter Philosophie, Reclam, Stuttgart 1996, ISBN  3-15009635-9.
- Philosophieren mit Kindern. Eine Einführung in die Philosophie, Reclam, Stuttgart 1997
- Philosophische Meisterstücke (Hrsg. zus. mit E. Nordhofen, J. Siebert). 2 Bände, Reclam, Stuttgart 1998/2001
- Gut leben. Ethik (Hrsg.) Bayerischer Schulbuchverlag, München 2002
- Vom Staunen oder: Die Rückkehr der Neugier, Reclam, Leipzig 2003
- Methodik des Ethik- und Philosophieunterrichts. Philosophieren als elementare Kulturtechnik, Siebert, Hannover 2003
- Praxishandbücher Philosophie / Ethik, 4 Bde. (Hrsg. zus. mit H. Hastedt / J. Rohbeck, V. Steenblock), Siebert, Hannover 2003/2004
- Sokrates. Eine Einführung, Reclam, Stuttgart 2004
- Platon – Grundwissen Philosophie, Reclam, Stuttgart 2009
- Lob des Alters. Ein philosophisches Lesebuch, Artemis&Winkler, Mannheim 2011
- Ich denke, also bin ich. Grundtexte der Philosophie (Hrsg.). 7. Aufl., Beck, München 2021